# Plumas County
Plumas County je okres ve státě Kalifornie v USA. K roku 2010 zde žilo 20 007 obyvatel. Správním městem okresu je Quincy. Celková rozloha okresu činí 6 767,6 km².

## Sousední okresy
| Růžice kompasu | Tehama County Shasta County | Lassen County |               | Růžice kompasu |
| Růžice kompasu | Butte County                | Sever         | Lassen County | Růžice kompasu |
| Růžice kompasu | Butte County                | Plumas County | Lassen County | Růžice kompasu |
| Růžice kompasu | Butte County                | Jih           | Lassen County | Růžice kompasu |
| Růžice kompasu | Yuba County                 | Sierra County |               | Růžice kompasu |